# Phyllocyclus parishii
Phyllocyclus parishii är en gentianaväxtart som beskrevs av Wilhelm Sulpiz Kurz. Phyllocyclus parishii ingår i släktet Phyllocyclus och familjen gentianaväxter. Inga underarter finns listade i Catalogue of Life.